# Madeline Turner
Madeline M. Turner va ser una inventora estatunidenca, d'arrels africans. Turner va viure a Oakland (Califòrnia).
Va inventar una espremedora mecànica amb la qual es podia tallar i esprémer cítrics en un sol moviment rotatiu, per la qual el 1916 va obtenir una patent als Estats Units. Va exhibir-la la a San Diego a l'exposició internacional «Panamà-Califòrnia» organitzada a l'ocasió de l'estrena del Canal de Panamà.
En tornar una roda, s'acciona un mecanisme que empeny les taronges una per un tub cap a un ganivet per talla'ls per la meitat, després continuen empenyades entre un cap de premsa còncau i l'altre convex, fins que el suc surt d'un costat i les deixalles de l'altra. L'espremadora integrava en un únic moviment, totes les operacions en una mena de producció en cadena. Un membre del comitè de revisió de patents considerava la premsa «enginyosa». El principi continua ser aplicat en espremedores modernes, amb el moviment manual reemplaçat per un motor elèctric i en conduir més taronjes en canals paral·lels alhora.